# Miran Maričić
Miran Maričić (Bjelovar, 17 de junho de 1997) é um atirador esportivo croata.

## Carreira
Miran é membro de uma equipe de tiro SD Bjelovar 1874 sob seu treinador pessoal Damir Bošnjak. Ele estuda tecnologia da informação na Faculdade de Organização e Informática Varaždin (FOI). Miran também ganhou o Prêmio Dražen Petrović em 2017 para jovens atletas talentosos e equipes por resultados esportivos excepcionais e desenvolvimento esportivo.
Ele ganhou o título de campeão mundial júnior no Campeonato Mundial Júnior da ISSF em Suhl, Alemanha 2017. No Campeonato Mundial de Tiro da ISSF de 2018, realizado entre 31 de agosto e 15 de setembro de 2018 em Changwon, Coreia do Sul, ele ganhou a medalha de bronze no carabina de ar 10 m e também uma vaga na cota olímpica de Tóquio 2020 para a Croácia.
Nos Jogos Olímpicos de Verão de 2024, em Paris, conquistou a medalha de bronze na prova de carabina de ar 10 m masculino.